# Ostryocarpus zenkerianus
Ostryocarpus zenkerianus är en ärtväxtart som först beskrevs av Hermann August Theodor Harms, och fick sitt nu gällande namn av Stephen Troyte Dunn. Ostryocarpus zenkerianus ingår i släktet Ostryocarpus och familjen ärtväxter. Inga underarter finns listade i Catalogue of Life.